# Castelo Velho do Roxo
O Castelo Velho do Roxo é um sítio arqueológico na freguesia de Ervidel, no Município de Aljustrel, na região do Baixo Alentejo, em Portugal. Consiste num povoado fortificado, que foi habitado durante a Idade do Ferro e a época romana.

## Descrição e história
O sítio arqueológico situa-se junto à Estrada Nacional 2, a cerca de 250 m a montante da ponte sobre a Ribeira do Roxo, e nas imediações de uma torre de alta tensão. Implanta-se num esporão de cume aplanado, na margem direita da ribeira, no local onde conflui o Barranco das Pardelhas. Este local permite boas condições naturais de defesa, formando uma península, cujo acesso por terra é feito pelo lado oriental, num corredor estreito entre os dois cursos de água, cujas margens formam declives muito acentuados. Corresponde a um povoado fortificado de grandes dimensões, ocupando uma área de cerca de dois hectares, tendo sido descobertos os vestígios de muralhas, construídas na parte superior das ladeiras, e que são principalmente visíveis no lado nascente. A parte visível das muralhas tem cerca de um metro de altura, sendo constituídas por um aparelho em lajes de xisto, que foram instaladas parcialmente com argamassa em barro, e com pequenas cunhas para garantir uma maior estabilidade. Tanto no canto Noroeste, onde se situa a confluência dos dois cursos de água, como no Sudeste, onde a península se estreita, regista-se a presença de montículos, que poderiam ter sido bastiões ou outras estruturas defensivas. No extremo Sudeste também é vísível um possível fosso, separando desta forma a península das colinas que se encontram anexas. O caminho de acesso ao castelo formaria uma rampa de percurso serpenteante, que se iniciava nas margens da Ribeira do Roxo, configuração muito semelhante à encontrada no Castro Celta do Capote, no concelho de Badajoz. Desta forma, o Castelo Velho do Roxo reúne vários atributos típicos dos povoados da segunda Idade do Ferro, situados na moderna região do Alentejo. O castelo estaria situado nas imediações de um vau na Ribeira do Roxo, sensivelmente no mesmo local onde foi depois construída a ponte para a Estrada Nacional 2, e que provavelmente faria parte de um caminho que unia vários povoados na região, desde Garvão até ao Outeiro do Circo, passando pelo Cerro da Mangancha e pelo Herdade do Pomar. Este último poderia estar relacionado com o sítio arqueológico do Castelo Velho do Roxo, devido à sua proximidade.
Também foram descobertos outros materiais de construção em xisto e em cerâmica. O espólio inclui igualmente mós manuais e peças de utilização doméstica em cerâmica, uma forma de fundição, uma corrente metálica, e pesos de tear. De acordo com o investigador João Rodrigues Lobato, também foram encontradas duas pedras de moinho, sendo uma mó dormente, e a outra a movente, sendo uma das peças formada por uma rocha em aglomerado de sílex e areia, num estilo pouco comum na região, podendo ter sido um fabrico próprio, dentro de uma modalidade com origem na Serra da Arrábida. Os materiais em cerâmica incluem rebordos de vasos com detalhes artísticos, partes de asas, e diversos fundos, além de fragmentos de ânforas e peças de cerâmica branca. O antigo povoado também poderá ter contado com uma área sepulcral própria, tendo sido encontradas várias pedras neste local que teriam feito parte dos esteios das sepulturas.
De acordo com os materiais encontrados no local, esta povoação foi habitada primeiro durante a Idade do Ferro, e depois durante o domínio romano. Este castro surge no Boletim Geral de Agricultura em 1892, com o nome de Cerro do Castelo Velho. Foi visitado por várias figuras eminentes da arqueologia nacional, como Abel Viana, Freire de Andrade, Manuel Maria Maia e Maria Pereira Maia. Em 1999 foi alvo de trabalhos arqueológicos de relocalização e identificação, por parte do Instituto Português de Arqueologia.